# Turmhügel Grögling
Der Turmhügel Grögling ist der Rest einer abgegangenen hochmittelalterlichen Wasserburg von Typus einer Turmhügelburg (Motte) neben der heutigen Filialkirche St. Johannes und Paulus am südlichen Altmühlufer neben der Brücke bei Grögling, einem heutigen Stadtteil von Dietfurt an der Altmühl im Landkreis Neumarkt in der Oberpfalz in Bayern. Die Anlage wird als Bodendenkmal unter der Aktennummer D-3-6935-0079 im Bayernatlas als „mittelalterlicher Turmhügel“ geführt.

## Geschichte
Die Burg wurde um 1100 erbaut und war Stammburg der Grafen von Grögling (-Hirschberg). 1096 erscheint Ernst I. von Ottenburg, der Stammvater der Hirschberger, in einer Urkunde von Kaiser Heinrich IV. erstmals als Ernest de Creglingen. Die Grafen von Grögling waren seit dem Ende des 11. Jahrhunderts im südwestlichen Nordgau von überragender Bedeutung. Nachdem die Grafen von Hirschberg 1305 ausstarben, ging der größte Teil des Erbes an die Kirche von Eichstätt, und weitere Anteile an die oberbayerischen Herzöge. Die Burg zerfiel bereits vor 1300. In einer Urkunde von Bischof Philipp von Eichstätt vom Juni 1306 ist bereits von einem Burgstall Grögling die Rede, der an die Kirche von Eichstätt ging. 
Ende des 18. Jahrhunderts wurde die Kapelle St. Johannes und Paulus neben dem Burgstall errichtet.

## Beschreibung
Von der ehemaligen Burganlage, umgeben von einem heute verlandeten wassergefüllten Graben, ist nur der etwa 3 Meter hohe Turmhügel, ein unregelmäßiger, niedriger Erdhügel mit einem Durchmesser von etwa 35 Meter erhalten.